# 노기촌 (후쿠이현)
노기촌(野木村)은 후쿠이현 오뉴군에 있던 촌이다. 합병이후 미카타카미나카군 와카사정의 남서부, 기타강의 오른쪽 기슭에 해당한다.

## 역사
- 1889년 4월 1일 - 정촌제 시행에 의해 오뉴군 노기촌이 성립하였다.
- 1954년 1월 1일 - 미야케촌, 도바촌, 우류촌, 구마가와촌과 합병해 가미나카정이 성립하였다.

## 참고문헌
- 角川日本地名大辞典 18 福井県